# Opción binaria
En el campo de las finanzas, una opción binaria es aquella cuya rentabilidad es, o bien una cierta cantidad fija de algunos activos o nada en absoluto. Los dos tipos principales de opciones son efectivo-o-nada o activos-o-nada.
En la opción binaria efectivo-o-nada, si al vencimiento de la opción el valor cotiza por encima de lo pagado ("in-the-money"), acredita una cantidad determinada de dinero en efectivo; no recibiéndose nada en caso contrario ("out-the-money"). Por lo tanto, las opciones son de naturaleza binaria, porque solo hay dos resultados posibles. También se conocen como opciones de todo o nada, opciones digitales (más común en Forex/mercados de tipos de interés), y opciones de renta fija (FRO) (en la American Stock Exchange).
Al comprar una opción binaria el rendimiento potencial que ofrece es conocido antes de realizar la compra. Las opciones binarias se pueden comprar en casi cualquier producto financiero y se pueden comprar en los dos sentidos de comercio, ya sea por la compra de un "Call" o "Compra" o por la compra de una opción "Venta" o "Put". Esto significa que un inversor puede ir de largo o corto en cualquier producto financiero, simplemente mediante la compra de una opción binaria. Las opciones binarias se ofrecen contra un tiempo de vencimiento fijo, que puede ser por ejemplo, 60 segundos y un máximo de 30 minutos, una hora antes o al cierre de la jornada bursátil. 
Por ejemplo, se hace la compra de una opción del Banco Santander cuando cotiza en 6 euros, si en el futuro a la fecha de su vencimiento la acción cotiza por encima del precio que compramos el activo recibiremos el beneficio ofrecido, si las acciones cotiza por debajo de los 6 euros, no se recibe nada.
En el modelo de Black-Scholes, el valor de una opción digital puede expresarse en términos de la función de distribución normal acumulativa. Debido a la dificultad en la cobertura de las opciones binarias que están cerca de expirar, que son mucho menos comercializadas que las opciones “vainilla”, se puede aproximar con márgenes verticales.

## Opciones binarias no negociadas en bolsa
Los contratos de opciones binarias han estado disponibles "over-the-counter" (OTC) , es decir, vendidos directamente por el emisor al comprador. Éstos eran considerados "instrumentos exóticos" y no había ningún mercado líquido para el comercio de tales instrumentos entre su emisión y expiración. Se les encuentra a menudo incluidas en los contratos de opciones más complejas. 
Desde mediados de 2008 los sitios web de opciones binarias llamadas plataformas de negociación de opciones binarias han estado ofreciendo una versión simplificada de opciones binarias negociadas en bolsa. Se estima que alrededor de 90 de este tipo de plataformas (incluyendo productos de marca blanca) han estado en funcionamiento desde enero de 2012, y ofrecen opciones en unos 125 activos subyacentes. Las plataformas ofrecen opciones binarias de corto plazo estandarizados con una pérdida de beneficios pre-determinado, que no pueden ser liquidados (compra o venta de cierre) antes de la expiración.

## Modelo de negocio
Las plataformas no cobran honorarios de sus inversores. Su beneficio viene de la diferencia entre las opciones que expiran en el dinero "in-the-money" frente de las opciones que expiran "fuera del dinero" (out-the-money). Esta diferencia se puede encontrar por la siguiente fórmula. En este (para cada base de activos con las mismas características de vencimiento), (W) es el dinero en la opción de pago en términos de porcentaje (por ejemplo, 1,7), (L) es el de la opción de pago de dinero en términos de porcentaje (por ejemplo, 0.15),  (V_ {1}), (V_ {2}) son los volúmenes de negocios de las transacciones realizadas por cada medida de resultado (por ejemplo, 1000 dólares), (S) es el aumento de la plataforma.  
{\displaystyle S=-[V_{1}(W-1)+V_{2}(L-1)]}
En este ejemplo, la facturación de la plataforma es de 2000 dólares y su beneficio es de 150 $ o el 7,5 % del volumen de negocios. Como la ganancia de la plataforma viene de la fórmula anterior, la mayoría de las plataformas serán indiferentes en cuanto al resultado de una sola operación. Tenga en cuenta que si V_ {1}no es igual a V_ {2}continuación, la plataforma tendrá que actuar como creador de mercado. Esto puede hacer que el aumento de la plataforma (S) sea más volátil que en la fórmula anterior. Para un comerciante obtener un beneficio a largo plazo tiene que predecir correctamente aproximadamente el 54,5 % de las veces (dependiendo de la in-the-money y fuera-de-los desembolsos de dinero).

## Regulación y registro
En plataformas no reguladas, el dinero de los clientes no necesariamente se mantiene en una cuenta de fideicomiso como lo requiere la regulación y las operaciones no son controladas por un tercero para asegurar el juego limpio. 
El 3 de mayo de 2012, la Comisión de Valores de Chipre (CySEC) anunció un cambio de política con respecto a la clasificación de las opciones binarias como instrumentos financieros. El efecto es que las plataformas de opciones binarias que operan en Chipre (donde muchas de tales plataformas están legalmente constituidas) tendrán que ser reguladas dentro de los seis meses siguientes a la fecha de la convocatoria. CySEC fue el primero de la UE MiFID que aceptó tratar las opciones binarias como instrumentos financieros.
En marzo de 2013, la Autoridad de Servicios Financieros de Malta anunció que la regulación de opciones binarias se transfiere fuera de la Lotería de Malta y la Autoridad de Juegos de Azar. El 18 de junio de 2013, la Autoridad de Servicios Financieros de Malta confirmó que la supervisión de las opciones binarias cayó bajo el ámbito de aplicación de la Directiva de Mercados de Instrumentos Financieros (MiFID), 2004/39/CE. Con este anuncio, Malta se convirtió en la segunda jurisdicción de la UE en regular las opciones binarias como instrumento financiero, los proveedores tendrán ahora para obtener una de las  3 categorías de licencias de Servicios de Inversión y cumplir con los requisitos mínimos de capital de la MiFID. 
Antes de este anuncio hubiera sido posible a las empresas operar con un simple permiso de la Autoridad de Juego. Si bien no es ilegal el comercio de opciones binarias en los Estados Unidos, actualmente no existe regulación de opciones binarias en los Estados Unidos. El 6 de junio de 2013, Banc De Binary fue acusado tanto por el CTFC y la SEC por presuntas violaciones del Reglamento Financiero de EE. UU.. Tanto el CTFC y la SEC en colaboración con otros han presentado demandas civiles contra la compañía, en busca de restitución, además de sanciones económicas, así otras medidas de no innovar y permanente contra Banc De Binary. En demandas civiles presentadas en Nevada, la SEC y CTFC alegan que Banc of Binary ofrecía en off, opciones negociadas en bolsa para clientes de Estados Unidos y solicitó ilegalmente a los clientes de Estados Unidos comprar y vender opciones.
La compañía fue multada en 2016 con US$11 millones por el regulador de Estados Unidos, el que encontró que esta había vendido ilegalmente opciones binarias a ciudadanos de ese país.

## Fraudes más frecuentes
La sencillez de las reglas para participar y la publicidad agresiva acarrean un vivo interés de los particulares por el comercio de las opciones binarias. Algunos corredores sin escrúpulos aprovechan esta avidez, que toca un público de inversores particulares debutantes, generalmente poco informados.
Los abusos o fraudes constatados más frecuentes son los siguientes :
- La imposibilidad de retirar su dinero: aquí el corredor de opciones binarias fraudulento impide todo retiro, o no acepta retiros hasta que se alcanza un nivel mínimo en la cuenta.
- Fraude en la tarjeta bancaria: una vez que los datos bancarios son enviados (por teléfono o después de un primer depósito) se efectúan retiros de la cuenta de los clientes sin su autorización.
- Una oferta de «bonus» se ofrece a los clientes, la sociedad se compromete a acreditar en la cuenta del cliente la misma suma que este deposite.  El cliente aprende a continuación que el bono no es otorgado hasta haber "apostado" al menos x veces su importe (de 20 a 30 veces en los casos citados).
- Fraude en las cuentas administradas: ofertas de formación son propuestas y un «coach» es asignado al cliente. Muy frecuentemente, el  coach propone a los debutantes ser aconsejados telefónicamente en sus apuestas. Cuando ocurren las primeras pérdidas, los coaches aconsejan al cliente colocar fondos suplementarios para «rehacerse». Cuando las pérdidas se acumulan, «el coach llega a estar inubicable o da por única explicación que una mala operación es el origen de las pérdidas».[3]
- Condiciones de comercio imposibles de alcanzar: el corredor demanda al inversionista efectuar posiciones más de x días en el mes. Quizás aún más que el número de días trabajados en el mes.[4]
- Castigo al retiro: el corredor aplica "cargos" de retiro importantes del 10 al 50 % para disuadir al inversor de recuperar su dinero.[4] Generalmente, el comerciante no tiene conocimiento de esta información hasta el día en que trata de retirar sus fondos y tiene mucha dificultad para encontrar esta información antes.

Por otra parte, si las sociedades más serias proponen acceder a un mercado resultante de la oferta y la demanda, la mayoría se contenta proponiendo productos Over The Counter (sin pasar por una bolsa). Los precios son entonces decididos sea por la sociedad misma, quien actúa como contrapartida por su propia cuenta y tiene interés en que el cliente pierda,  ya sea por una sociedad afiliada o amiga.

## Métodos para invertir en opciones binarias
Como cualquier otro producto financiero, es recomendable utilizar alguna estrategia de negociación profesional que sea rentable y continua. Actualmente para invertir en opciones binarias hay tres principales métodos de negociación más utilizados por los inversores.

### Estrategia análisis fundamental
La estrategia sobre el análisis fundamental se basa en realizar operaciones en acontecimientos económicos de repercusión, entre ellos, las nóminas no agrícolas de Estados Unidos, conocidas mundialmente en inglés como nonfarm payrolls, el producto interior bruto (PIB), el índice de precios al consumidor (IPC) o los tipos de interés donde está casi prácticamente asegurado un movimiento del mercado financiero.

### Opciones binarias tipocallyput
Una opción call  otorga al comprador el derecho de participar en aumentos del mercado por encima de un precio de ejercicio predeterminado hasta el vencimiento del contrato. El comprador de una opción call tiene una ganancia potencial ligada a las ventajas de los aumentos del activo subyacente. 
Una opción put otorga al comprador el derecho de participar en los descensos del activo subyacente por debajo de un precio de ejercicio predeterminado hasta el vencimiento del contrato. El comprador de una opción put  tiene una considerable ganancia potencial en el evento de un descenso del valor del activo.

## Opciones Binarias tipo Toque / Sin toque
Al operar con el tipo Toque/Sin toque lo que se trata de predecir es si el precio del activo con el que se está trabajando, alcanzará o no en algún momento antes de la hora de vencimiento un valor seleccionado por el broker. En caso de que la predicción sea correcta se obtendrán retornos de entre el 60 y el 85 % en función del broker y el activo.

## Principales características de las opciones binarias
La característica más prominente de las opciones binarias es que se recibe un pago fijo como beneficio en caso de que el mercado financiero esté por encima o por debajo del nivel inicial de ejercicio en el momento de vencimiento de la opción. A diferencia de las opciones estándares, la rentabilidad de la opción está basada solamente en la fluctuación del instrumento financiero, por lo que se las conoce también como opciones de todo o nada.
Al operar en opciones estándares, el mercado usualmente tiene que mover una cantidad substancial para llegar a una rentabilidad. La estructura de las opciones binarias llega a pagos resultantes de movimientos relativamente pequeños del mercado o activo subyacente.

## Ejemplo de inversión en opciones binarias
Un inversor estima que el precio actual de un par de divisas EUR/USD estará por encima del precio actual en la próxima hora o recibe una señal por parte de un proveedor de servicios financieros. El inversor decide invertir $200 dólares en una opción Forex binaria que paga una rentabilidad del 70-85 % si el mercado de EUR/USD está por encima del nivel actual del mercado dentro de una hora. Esta opción Forex binaria se llama una opción binaria Call. En este ejemplo, una operación exitosa pagará al inversor $140 dólares más la inversión inicial de $200 dólares, haciendo un total de $340. Si el mercado está por debajo del nivel actual al finalizar la hora, la opción binaria retornará un 10-15 % de la inversión inicial al operador (en algunos casos la rentabilidad de su inversión inicial es menor que un 10 %). En ese caso, la operación de la opción binaria retornaría $20-$30 al inversor.
Las opciones binarias aparecieron en el mercado cuando fueron listadas en el Chicago Board of Options Exchange (CBOE) en julio de 2008. por la empresa de outsourcing financiero Binary Options live signals pionera en brindar al público en general la opción de adquirir métodos de inversión en línea, las opciones binarias operaban en el mercado extra-bursátil por inversores institucionales y bancos de inversionistas mayores.